# Lady Hawkins
Die Lady Hawkins war ein Passagierschiff der kanadischen Reederei Canadian National Steamship Company, das zwischen 1928 und 1942 Passagiere und Fracht von Halifax zu verschiedenen Häfen in der Karibik brachte. Am 19. Januar 1942 wurde die Lady Hawkins, die nicht bewaffnet war und nicht in einem Konvoi fuhr, vor Cape Hatteras an der Küste des US-Bundesstaats North Carolina von dem deutschen U-Boot U 66 durch zwei Torpedos versenkt. 251 Passagiere und Besatzungsmitglieder ertranken.

## Das Schiff
Die Lady Hawkins entstand am Fluss Mersey auf der Werft Cammell, Laird & Company in der englischen Stadt Birkenhead. Sie lief am 16. August 1928 vom Stapel und wurde im November 1928 fertiggestellt. Eigner war die Canadian National Steamship Company, eine kanadische Reederei mit Sitz in Montreal. Die Schiffe dieser Gesellschaft fuhren ab Montreal und Halifax zu verschiedenen Hafenstädten in die Karibik, den Westindischen Inseln und bis 1936 auch nach Australien.
Die Lady Hawkins war das zweite in einer Reihe von fünf neuen, rund 8.000 BRT großen modernen Schwesterschiffen, die die Reederei in England bauen ließ. Die anderen waren die Lady Nelson (7.831 BRT), die Lady Drake (7.985 BRT), die Lady Rodney (8.194 BRT) und die Lady Somers (8.194 BRT), die in den Jahren 1928 und 1929 in Dienst gestellt wurden. Sie waren modern und luxuriös ausgestattet. Die Passagierunterkünfte waren für 103 Passagiere Erster Klasse, 32 Zweiter Klasse, 50 Dritter Klasse und zusätzlich für 120 weitere Personen ausgelegt, die nur eine kurze Überfahrt als Fährgaste machen wollten.
In den 1930er Jahren lief die Lady Hawkins Ziele wie St. Kitts und Nevis, Antigua und Barbuda, Montserrat, St. Lucia, Barbados, St. Vincent, Grenada, Trinidad und Demerara an. Bei der Rückfahrt endete die Reise dann in Saint John anstatt in Halifax.

## Versenkung
Im Januar 1942 lief die Lady Hawkins in Montreal zu einer weiteren Überfahrt zu den Bermudas aus. Nach Zwischenstopps in Halifax und Boston dampfte das Schiff die US-amerikanische Ostküste hinunter. An Bord befanden sich 213 Passagiere und 109 Besatzungsmitglieder, insgesamt 322 Personen. Ihr Kapitän war der 51-jährige Huntley Osborne Giffin. Das Schiff hatte 2908 Tonnen Fracht an Bord. Die Lady Hawkins fuhr ohne Geleitschutz und war nicht bewaffnet.
Am Montagmorgen, dem 19. Januar 1942 wurde das Schiff etwa 150 Meilen vor Cape Hatteras an der Küste North Carolinas von U 66 gesichtet, einem deutschen U-Boot des Typs IX C, das sich unter dem Kommando des 27-jährigen Korvettenkapitäns Richard Zapp auf seiner vierten Feindfahrt befand. Um 07.43 Uhr eröffnete Zapp das Feuer auf den Liner.
Der Torpedotreffer ließ die Lady Hawkins erschüttern. Der vordere Mast stürzte um. Passagiere und Mannschaftsmitglieder kamen an Deck und begaben sich zu den Booten. Bevor das Schiff aber evakuiert war, traf ein zweiter Torpedo den Maschinenraum und ließ das Schiff 30 Minuten nach dem ersten Angriff untergehen. Die meisten Reisenden wurden ins Wasser geschleudert. Nur ein einziges Rettungsboot schaffte es in Sicherheit. 76 Personen hatten sich in dem für 63 Insassen konstruierten Boot zusammen gekauert und warteten auf Rettung. Fünf von ihnen starben während der folgenden fünf Tage auf dem offenen Atlantik. Die geringen Mengen an Wasser, Nahrung und Brandy wurden streng rationiert.
71 Überlebende (22 Besatzungsmitglieder und 49 Passagiere) wurden fünf Tage nach der Versenkung von der Coamo, einem Passagierdampfer der amerikanischen AGWI Lines, aufgenommen und am 28. Januar nach San Juan auf Puerto Rico gebracht. Der Leitende Offizier, Percy Ambrose Kelly, wurde mit den Auszeichnungen Member of the Order of the British Empire und Lloyd’s War Medal for Bravery at Sea geehrt. 251 Menschen kamen ums Leben, darunter der Kapitän, 86 Besatzungsmitglieder und 164 Passagiere. Bei der Versenkung der Lady Hawkins handelt es sich um einen der größten Verluste von Menschenleben auf einem zivilen kanadischen Schiff im Zweiten Weltkrieg. Sie war Teil des Unternehmens Paukenschlag.